# Kardinalska imenovanja pape Grgura XII.
Papa Grgur XII. za vrijeme svoga pontifikata (1406. – 1415.) održao je 2 konzistorija na kojima je imenovao ukupno 14 kardinala.

## Konzistorij 9. svibnja 1408. (I.)
1. Antonio Correr, regularni kanonik sv. Augustina, nećak Njegove Svetosti, bolonjski biskup
2. Gabriele Condulmer, regularni kanonik sv. Augustina, nećak Njegove Svetosti, sienski biskup[a]
3. Giovanni Dominici, O.P., izabrani nadbiskup Raguse[b]
4. Giacopo del Torso, apostolski bilježnik

## Konzistorij 19. rujna 1408. (II.)
1. Ludovico Bonito, tarentski nadbiskup
2. Angelo Cino, rekanatijski biskup
3. Angelo Barbarigo, veronski biskup
4. Bandello Bandelli, riminijski biskup
5. Philip Repington, regularni kanonik sv. Augustina, linkolnski biskup, Engleska
6. Matthäus von Krakau, vormski biskup, veleposlanik Ruperta, rimskoga kralja, kod pape
7. Luca Manzoli, O.Hum., fiesolski biskup
8. Vicente de Ribas, O.S.B., prior samostana Santa María de Montserrat, veleposlanik Martina, aragonskoga kralja, kod pape
9. Pietro Morosini, iuniore, treviški kanonik i apostolski protonotar
10. Ottaviano Ottaviani, firentinski patricij